# Энъо
Энъо (яп. 延応 энъо:) — девиз правления (нэнго) японского императора Сидзё, использовавшийся с 1239 по 1240 год .

## Продолжительность
Начало и конец эры:
- 7-й день 2-й луны 2-го года Рякунин (по юлианскому календарю — 13 марта 1239);
- 16-й день 7-й луны 2-го года Энъо (по юлианскому календарю — 5 августа 1240).

## Происхождение
Название нэнго было заимствовано из 6-го цзюаня классического древнекитайского сочинения «Вэньсюань»:「廊廟惟清、俊乂是延、擢応嘉挙」.

## События
даты по юлианскому календарю
- 1239 год (1-я луна 1-го года Энъо) — дайдзё-дайдзин Кудзё Ёсихира (яп. 九条 良平) удалился от мирских забот и принял постриг буддийского монаха[5];
- 1239 год (2-я луна 1-го года Энъо) — бывший император Го-Тоба скончался в возрасте 60 лет[5];
- весна 1239 года (1-й год Энъо) — монах Нитирэн отправляется в Камакуру для изучения Учения Будды на 3 года[6].

## Сравнительная таблица
Ниже представлена таблица соответствия японского традиционного и европейского летосчисления. В скобках к номеру года японской эры указано название соответствующего года из 60-летнего цикла китайской системы гань-чжи. Японские месяцы традиционно названы лунами.
| 1-й год Энъо (Земляная Свинья)     | 1-я луна*      | 2-я луна   | 3-я луна* | 4-я луна  | 5-я луна* | 6-я луна* | 7-я луна  | 8-я луна*  | 9-я луна    | 10-я луна* | 11-я луна              | 12-я луна  |                |
| ---------------------------------- | -------------- | ---------- | --------- | --------- | --------- | --------- | --------- | ---------- | ----------- | ---------- | ---------------------- | ---------- | -------------- |
| Юлианский календарь                | 6 февраля 1239 | 7 марта    | 6 апреля  | 5 мая     | 4 июня    | 3 июля    | 1 августа | 31 августа | 29 сентября | 29 октября | 27 ноября              | 27 декабря |                |
| 2-й год Энъо (Металлическая Крыса) | 1-я луна       | 2-я луна*  | 3-я луна  | 4-я луна* | 5-я луна  | 6-я луна* | 7-я луна* | 8-я луна*  | 9-я луна    | 10-я луна* | 10-я луна (високосная) | 11-я луна  | 12-я луна      |
| Юлианский календарь                | 26 января 1240 | 25 февраля | 25 марта  | 24 апреля | 23 мая    | 22 июня   | 21 июля   | 19 августа | 17 сентября | 17 октября | 15 ноября              | 15 декабря | 14 января 1241 |

* звёздочкой отмечены короткие месяцы (луны) продолжительностью 29 дней. Остальные месяцы длятся 30 дней.